# Слобозија (Молдавија)
Слобозија (рус. и укр. Слободзея) је град у јужном делу Придњестровља, у Молдавији, 12 km јужно од Тираспоља. Назив града потиче од румунске речи slobozie што значи „слобода”.

## Становништво
Према попису становништва из 1989. град је имао 18,748 становника. На попису из 2004. град броји 16,062 становника. Када је реч о етничким групама, становници Слобозије су се изјаснили као Молдавци (46%), Руси (41%), Украјинци (11%) који чине значајну мањину и (2%) обухвата друге и неизјашњене.

## Клима
Слобозија има морску климу (Према Кепену: Cfb).
| Клима Слобозије            | Клима Слобозије | Клима Слобозије | Клима Слобозије | Клима Слобозије | Клима Слобозије | Клима Слобозије | Клима Слобозије | Клима Слобозије | Клима Слобозије | Клима Слобозије | Клима Слобозије | Клима Слобозије | Клима Слобозије |
| Показатељ \ Месец          | .Јан.           | .Феб.           | .Мар.           | .Апр.           | .Мај.           | .Јун.           | .Јул.           | .Авг.           | .Сеп.           | .Окт.           | .Нов.           | .Дец.           | .Год.           |
| -------------------------- | --------------- | --------------- | --------------- | --------------- | --------------- | --------------- | --------------- | --------------- | --------------- | --------------- | --------------- | --------------- | --------------- |
| Просек, °C (°F)            | −2,2 (28)       | −1,1 (30)       | 2,9 (37,2)      | 10,1 (50,2)     | 16,1 (61)       | 19,9 (67,8)     | 21,7 (71,1)     | 21,3 (70,3)     | 16,8 (62,2)     | 11,0 (51,8)     | 5,1 (41,2)      | 0,8 (33,4)      | 10,2 (50,35)    |
| Количина падавина, mm (in) | 35 (1,38)       | 35 (1,38)       | 29 (1,14)       | 34 (1,34)       | 46 (1,81)       | 65 (2,56)       | 63 (2,48)       | 41 (1,61)       | 42 (1,65)       | 26 (1,02)       | 37 (1,46)       | 38 (1,5)        | 491 (19,33)     |
| Извор: Climate-Data.org    |                 |                 |                 |                 |                 |                 |                 |                 |                 |                 |                 |                 |                 |

## Знамените личности
- Петру Богату - новинар и писац
- Владимир Цуркан - политичар